# 피틸리아노
피틸리아노(이탈리아어: Pitigliano)는 이탈리아 토스카나주 그로세토도에 있는 코무네다. 그로세토에서 남동쪽 80km 거리에 있다.
이 지역은 항상 사회적 상황과 잘 통합되어온 유대인 지역 사회와 시나고그가 있어 작은 예루살렘으로 알려졌다.

## 역사
피틸리아노와 그 주변 지역은 에트루리아 시대때부터 사람들이 거주했었지만 역사에서 처음 언급된 것은 1061년이다. 13세기 초 알도브란데스키 가문의 영지였고 중세 시대에는 주변 지역들의 중심지가 되었다.
1293년 오르시니 가문에게 넘어가 150년 동안 시에나 공화국과 전쟁과 휴전을 반복하다 1455년에 시에나 공화국이 피틸리아노를 국가로 인정하고, 시에나 공화국의 종주권 아래로 들어가기로 타협하면서 전쟁이 종결되었다.
그 후의 피틸리아노의 역사는 1562년에 토스카나 대공국의 영토로 들어가게 되었고 그 후 이탈리아 왕국과 통일되었다.

## 같이 보기
- 오르시니가
- 소라노